# Hermann Wattenberg (Schiff)
Die Hermann Wattenberg war ein Forschungskutter der Universität Kiel.

## Geschichte

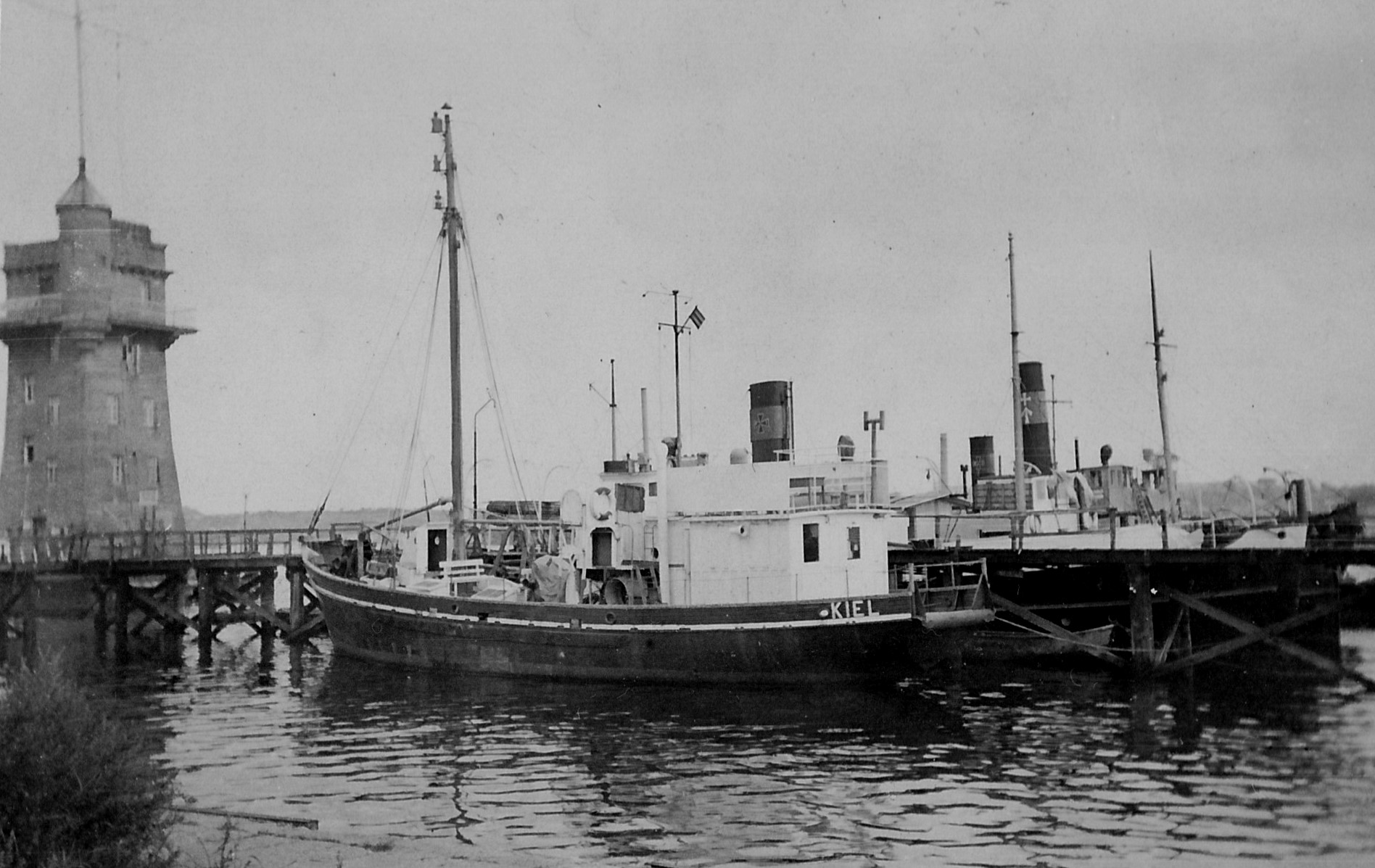
Im Vordergrund die Südfall. Links der Kieler Signalturm (1952), der 1958 abgerissen wurde.

Das Schiff wurde 1944 auf der Werft Ernst Burmester in Swinemünde als Kriegsfischkutter Südfall mit der Kennung KFK 491 gebaut. Es wurde dem Oberkommando der Marine unterstellt und als Peilboot eingesetzt. Im Januar 1946 wurde das Schiff dem Vermessungsverband Kiel und Hamburg zugeteilt und zunächst dem Deutschen Hydrographischen Institut (DHI) unterstellt. Im selben Jahr wurde es bei den Howaldtswerken in Kiel zum Forschungsschiff umgebaut und im August des Jahres an das Institut für Meereskunde (IfM) der Universität Kiel übergeben, welches ein Forschungsfahrzeug benötigte. Das Schiff wurde vom Institut für Meereskunde für Forschungsfahrten in der westlichen Ostsee und der Deutschen Bucht eingesetzt. 
Im Mai 1958 wurde das Schiff in Hermann Wattenberg (nach dem ehemaligen Direktor des Instituts für Meereskunde der Universität Kiel) umbenannt. Ab 1973 wurde es vom Institut für Meeresbiologie der Universität Kiel eingesetzt.

## Technische Daten und Ausstattung
Das Schiff wurde von einem Modag-Dieselmotor (Typ SRB 55) mit 150 PS Leistung angetrieben. Es erreichte eine Geschwindigkeit von 9,5 kn. Die Stromversorgung wurde von einem Zweizylinder-Viertakt-Dieselmotor des Herstellers Deutz mit 25 PS Leistung und einem Drehstromgenerator der Siemens-Schuckertwerke mit 20,6 kVA Scheinleistung sichergestellt. Später wurde der Hauptmotor durch einen Achtzylinder-Dieselmotor des Herstellers Deutz mit 170 kW Leistung ersetzt.
Das Schiff verfügte über vier Decks. Im Unterdeck befanden sich verschiedene Last- und Stauräume, der Maschinen- und Ruderraum sowie Bunker- und Wassertanks. Im Vorschiffsbereich befand sich die Kombüse, dahinter befanden sich zwei Kammern für insgesamt drei Besatzungsmitglieder. Im Mittschiffsbereich befanden sich u. a. zwei Kammern für insgesamt sechs Wissenschaftler.
Das 1955 bei einem Umbau neu errichtete Deckshaus befand sich im Achterschiffsbereich. Hier war auf dem Hauptdeck ein rund 20 m² großes Laboratorium mit sechs Arbeitsplätzen eingerichtet. Ferner befanden sich hier zwei Schlafsofas, die ebenfalls von mitfahrenden Wissenschaftlern genutzt werden konnten. Oberhalb des Laboratoriums befand sich das Brückendeck mit dem Steuerhaus und der Kapitänskammer, über dem Steuerhaus befand sich das Peildeck. Vor dem Deckshaus befand sich auf dem Hauptdeck das offene Arbeitsdeck, auf dem an einem Mast ein Ladebaum mit 1 t Tragfähigkeit zur Verfügung stand.

## Verbleib des Schiffes
1978 wurde das Schiff verkauft und kam in privaten Besitz. Es wurde zunächst im Mittelmeer eingesetzt, später dann als Hochseeangelfahrzeug in der Nord- und Ostsee. Seit 1989 hieß das Schiff Caribic.
Am 5. Juni 2004 lief das Schiff in der Außenweser südöstliche des Leuchtturms „Roter Sand“ auf Grund und musste aufgegeben werden.
Nachfolger des Schiffes an der Universität Kiel wurde die Südfall.